# جائزة نوبل في الأدب 2024
منحت جائزة نوبل في الأدب عام 2024 للكاتبة الكورية الجنوبية هان كانج (ولدت 1970) "لنشرها الشعري المكثف الذي يواجه الصدمات التاريخية ويكشف عن هشاشة الحياة البشرية". وأعلن عن فوزها من الأكاديمية السويدية في ستوكهولم، السويد، في 10 أكتوبر 2024 ومنحت جائزة نوبل في الأدب في 10 ديسمبر 2024. وهي أول كورية جنوبية وأول امرأة آسيوية تفوز بجائزة نوبل في الأدب. 

## الحائز على جائزة
نشأت هان كانغ مع خلفية أدبية في سيول، وكان والدها، هان سونغ وون، روائيًا مشهورًا. إلى جانب شغفها بالكتابة، تقضي وقتها في استكشاف الفنون والموسيقى، وهو ما ينعكس في إنتاجها الأدبي بأكمله. بدأت حياتها المهنية في عام 1993 بنشر قصائدها في المجلة الأدبية "الأدب والمجتمع"، وكان أول ظهور نثري لها في عام 1995 بمجموعة القصص القصيرة حب يوسو [여수의 사랑]. جاء اختراقها الرئيسي مع رواية النباتية [채식주의자] الصادرة عام 2007، وهو كتاب يصور العواقب العنيفة التي تنشأ عندما يبدأ بطل الرواية في رفض اللحوم تمامًا. تتميز قصصها التجريبية والمزعجة في كثير من الأحيان بالتعرض المزدوج للألم والتوافق بين العذاب العقلي والجسدي، ومواجهة الصدمات التاريخية ومجموعات القواعد غير المرئية وهشاشة الحياة البشرية. ومن بين أعمالها الأخرى المعروفة أعمال الإنسان [소년이 온다] والكتاب الأبيض [흰] والدروس اليونانية [희랍어 시간] ونحن لا نفترق [작별하지 않는다].  

## إعلان الجائزة
وبعد الإعلان، قال أندرس أولسون، رئيس لجنة نوبل التابعة للأكاديمية، في بيان:
"إنها تمتلك وعيًا فريدًا بالارتباط بين الجسد والروح، والأحياء والأموات، وأصبحت بأسلوبها الشعري والتجريبي مبتكرة في النثر المعاصر."
وفي وقت لاحق، أجرت كارين كلايسون، مراسلة متحف جائزة نوبل، مقابلة مع آنا كارين بالم، ووصفت فيها كتابات هان كانغ بالبيان التالي:

## ردود الفعل

### ردود الفعل الشخصية
كانت هان كانغ قد انتهت للتو من تناول العشاء مع ابنها في منزلها في سيول عندما تلقت المعلومات. لقد فوجئت هي وابنها كثيرًا لأنهما لم يجدا الوقت الكافي للحديث عن الأمر بشكل صحيح. وأعربت عن أنها تشعر بتكريم حقيقي وتقدير كبير للدعم الذي توفره الجائزة. وباعتبارها أول حائزة على جائزة نوبل في الأدب في كوريا الجنوبية، قالت:
وعندما سألتها مراسلة نوبل جيني رايدن عن المكان الذي ينبغي لها أن تبدأ منه في كتابة أعمالها كشخصية مبتدئة، اقترحت:
قالت هان كانغ لاحقا إن احتفالاتها ستكون عادية. "بعد هذه المكالمة الهاتفية أود أن أتناول الشاي مع - أنا لا أشرب لذلك - سأتناول الشاي مع ابني وسأحتفل بذلك بهدوء الليلة."

### ردود الفعل الدولية
أثناء زيارته إلى لاوس لحضور اجتماع الزعماء الآسيويين، نشر رئيس كوريا الجنوبية يون سوك يول على حسابه على فيسبوك قائلاً:
شارك عضو فرقة بي تي أس V الأخبار على إنستغرام، وكتب: "لقد قرأت كتابك 'Human Act: A Novel' في الجيش. مبروك" إلى جانب رمز تعبيري للانحناء. أعرب الناقد الأدبي كيم سيونج شين عن أن اختيار الأكاديمية لهان كان فوق كل عيب، مؤكدًا: "أود أن أقول إنها الروائية الكورية الأكثر استحقاقًا لجائزة نوبل".

## لجنة نوبل
تتكون لجنة نوبل لعام 2024 من الأعضاء التاليين: 
| أعضاء اللجنة |      |                                |       |                           |                        |
| رقم المقعد   | صورة | اسم                            | انتخب | موضع                      | مهنة                   |
| 4            |      | أندرس أولسون (مواليد 1949)     | 2008  | رئيس اللجنة               | ناقد أدبي، مؤرخ أدبي   |
| 11           |      | ماتس مالم (مواليد 1964)        | 2018  | عضو مشارك السكرتير الدائم | مترجم، مؤرخ أدبي، محرر |
| 9            |      | إلين ماتسون (مواليد 1963)      | 2019  | عضو                       | روائي، كاتب مقال       |
| 14           |      | ستيف سيم ساندبرج (مواليد 1958) | 2021  | عضو                       | صحفي، مؤلف، مترجم      |
| 13           |      | آن سوارد (مواليد 1969)         | 2019  | عضو                       | الروائي                |
| 16           |      | آنا كارين بالم (مواليد 1961)   | 2023  | عضو مشارك                 | روائي، كاتب ثقافي      |

## روابط خارجية
- جائزة نوبل في الأدب nobelprize.org
- الأكاديمية السويدية svenskaakademien.se/en